# Cratyna jaluitensis
Cratyna jaluitensis är en tvåvingeart som beskrevs av Wallace A. Steffan 1969. Cratyna jaluitensis ingår i släktet Cratyna och familjen sorgmyggor. Inga underarter finns listade i Catalogue of Life.